# Ctenomys maulinus
Ctenomys maulinus és una espècie de mamífer rosegador de la família dels ctenòmids. Viu a l'Argentina i Xile. El seu hàbitat natural és l'estepa patagona, on viu en zones de sorra volcànica situades a altituds d'entre 900 i 2.000 msnm. És una espècie en risc mínim, és a dir, no sembla que hi hagi cap amenaça significativa per a la seva supervivència.
El seu nom específic, maulinus, es refereix a Laguna del Maule, una llacuna xilena que és la localitat tipus de C. maulinus.